# Kommunalwahlen in Estland 2017
Die Kommunalwahlen in Estland 2017 fanden am Sonntag, den 15. Oktober 2017, statt. Es waren die achten Kommunalwahlen seit Wiedererlangung der staatlichen Unabhängigkeit 1991.
Gewählt wurden die Selbstverwaltungsorgane der kommunalen Gebietskörperschaften, das heißt die Mitglieder der Stadt- und Gemeinderäte.
Wahlberechtigt waren alle Einwohner, die am Wahltag mindestens sechzehn Jahre alt waren und entweder die estnische oder Staatsangehörigkeit eines anderen Mitgliedstaats der Europäischen Union besaßen und einen dauerhaften Wohnsitz in Estland hatten. Um gewählt werden zu können, musste ein Kandidat mindestens achtzehn Jahre alt sein.